# Louis-Guillaume Perreaux

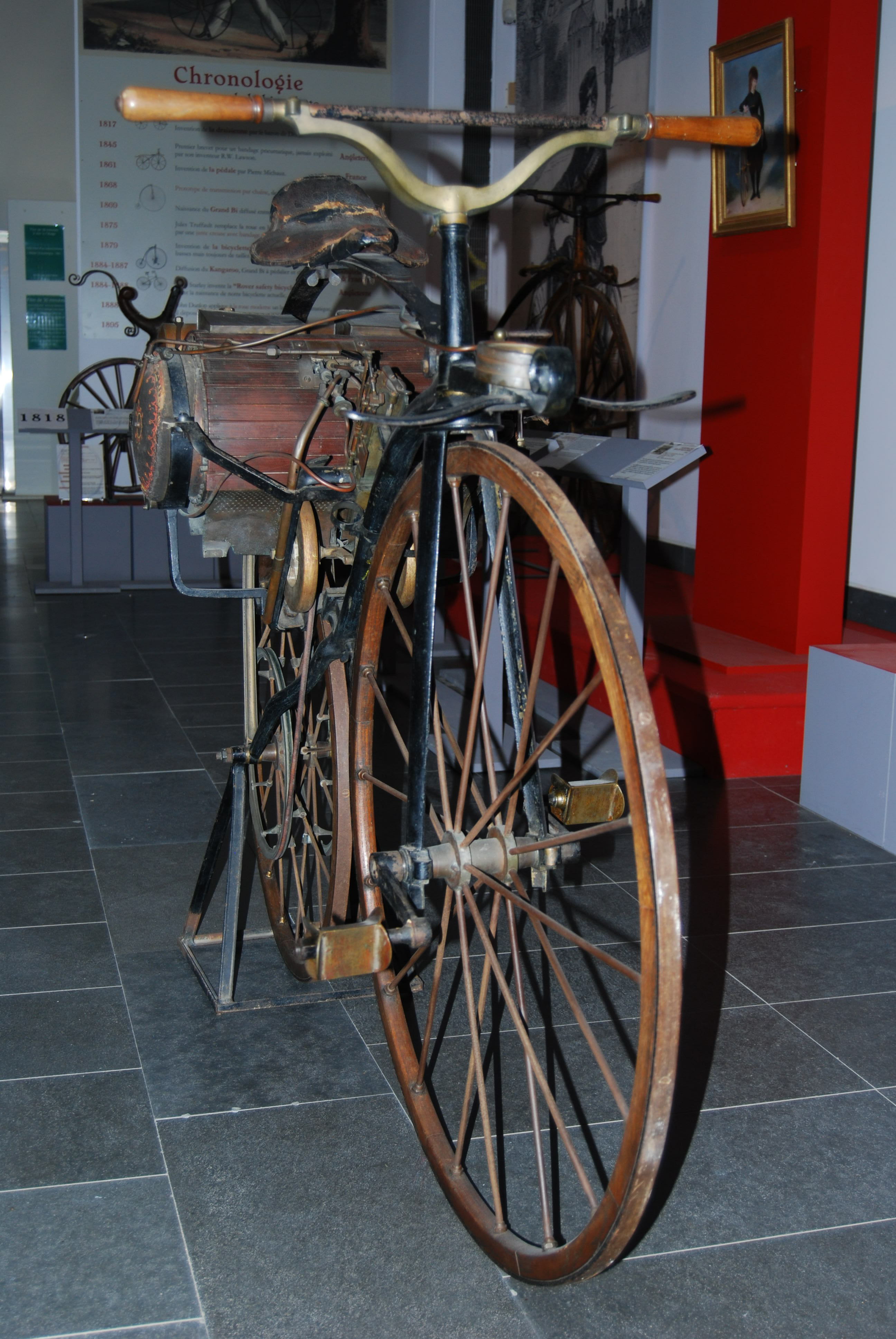
Perreaux : première moto de l'Histoire.

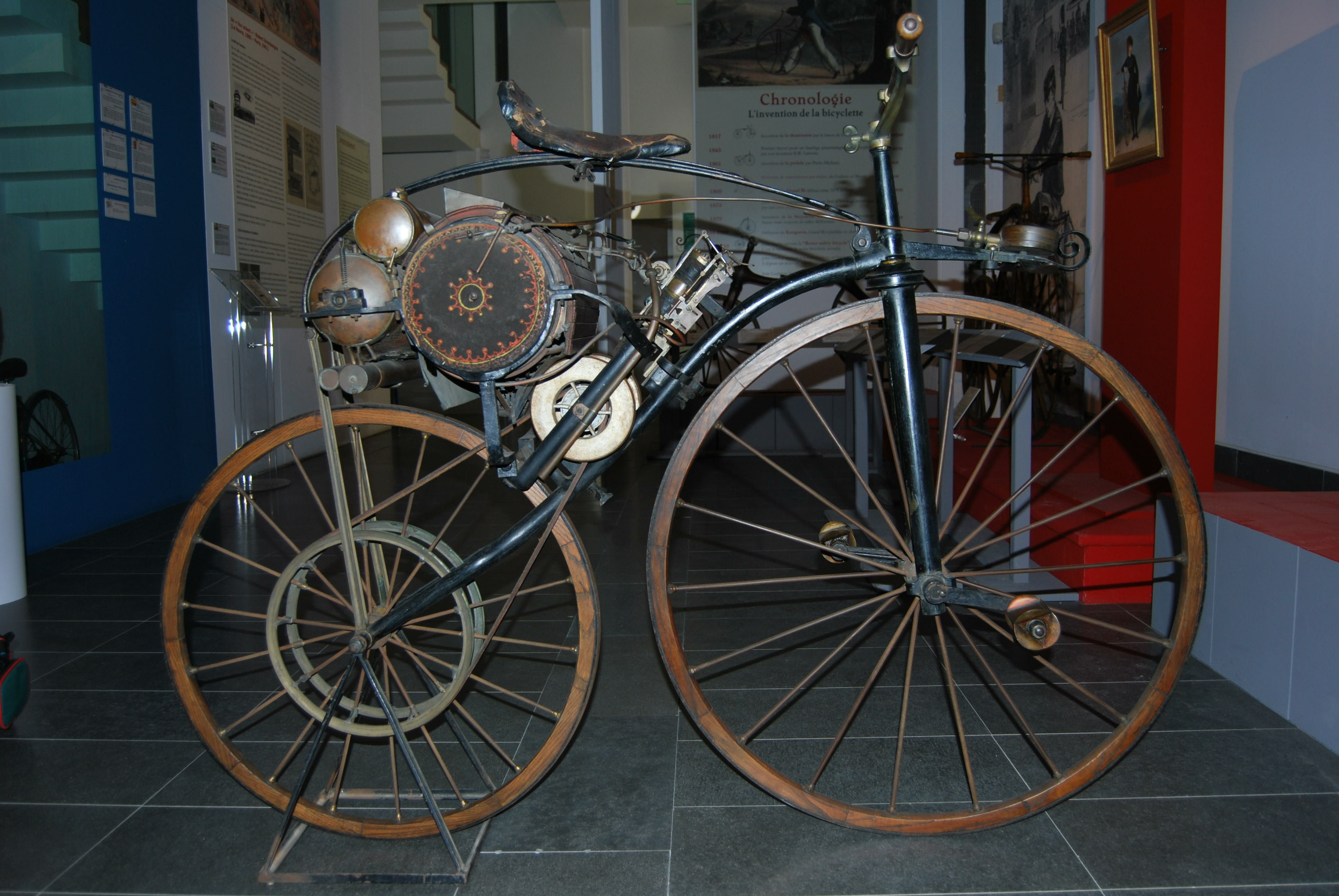

Louis-Guillaume Perreaux (Almenêches, 19 février 1816 - Paris, 5 avril 1889) est un inventeur français (il s'intitule ingénieur mécanicien).

## Études
Né de parents ouvriers (son père Louis Marin Perreaux est tourneur), il est admis à l'École des arts et métiers de Châlons-sur-Marne comme élève-pensionnaire aux frais de l'État en 1836. D'après Jean Rey, il aurait obtenu sa bourse à la suite de l'invention d'une canne-fusil à l'âge de seize ans, création qui lui aurait attiré des protecteurs. Cette arme n'a pas été brevetée, mais ses subtilités remarquées profiteront aux fusils de guerre.

## Production

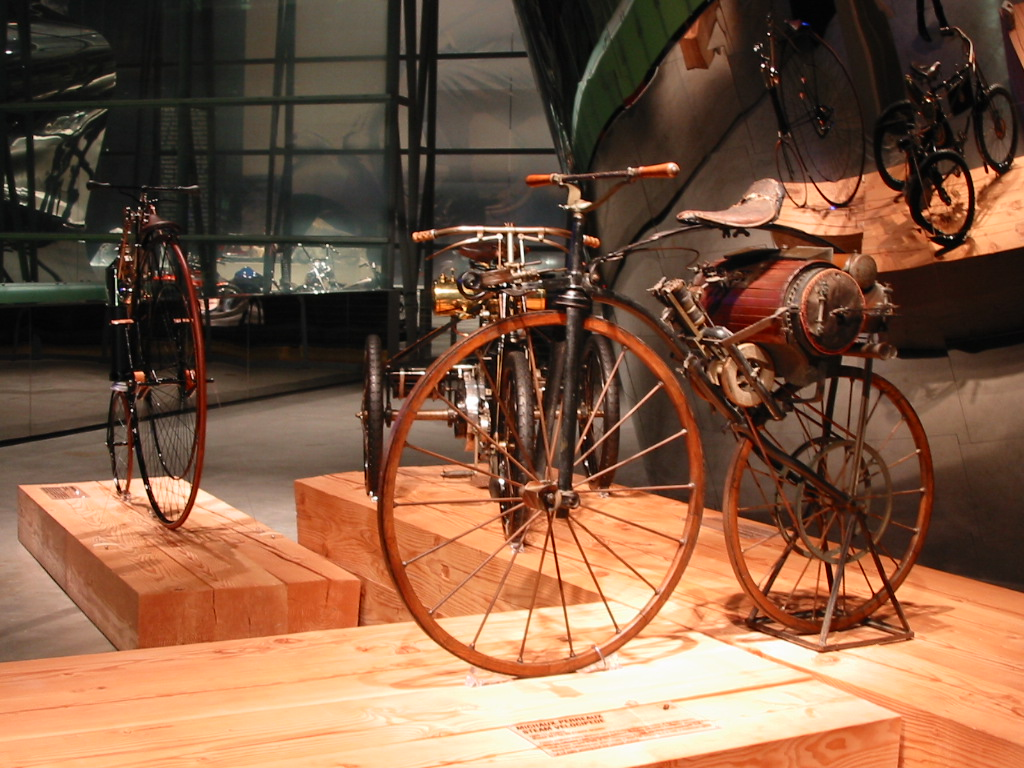
Vélocipède à vapeur Perreaux, 1871.

Il est officiellement l'inventeur de la motocyclette.
Le 16 mars 1869, il dépose un brevet concernant un vélocipède à grande vitesse. Ce brevet est complété par trois certificats d'addition, le dernier en date du 26 avril 1873. Ce premier deux-roues à moteur construit vers 1871 d'après les procédés décrits dans ce brevet est conservé au Musée de l'Île-de-France à Sceaux. La vapeur sèche produite à l'aide de deux tubes enroulés en hélice autour d'une chaudière faisait tourner un volant par l'intermédiaire d'un piston. La force était transmise à la roue arrière par deux poulies et deux courroies en cuir.
Avec la première moto, il participera aux Expositions universelles de Vienne (1873), Philadelphie (1876) et Paris (1878). Maybach et Daimler s'inspireront de la machine de Perreaux afin de réaliser le premier deux-roues propulsé par un moteur à explosion.
Il publie en 1852 l'ode À ma mère. En 1877, il publie chez E. Baltenweck un livre de philosophie des sciences en deux tomes ayant pour titre Lois de l'univers, principe de la création. Ce livre expose que deux forces opposées régissent les sciences et gouvernent le monde. Il n'aura pas un grand retentissement. Toujours en 1877, il publie à ses frais un fascicule in-8° de onze pages sur l'invention du tricycle à moteur.
Il se tourne aussi vers la peinture.
Jules Verne, dans son roman Robur le Conquérant, fait d'un certain M. Perreaux, l'inventeur d'une machine de mesure micrométrique.
Il fut fait chevalier de l'ordre national de la Légion d'honneur en 1877 (procès-verbal de la Grande Chancellerie de l'ordre national de la Légion d'honneur no 18746).

## Une vie vouée à l'invention
Sa curiosité intellectuelle et sa fertilité d’esprit marquèrent son siècle et se révélèrent dans les domaines les plus divers.
De 1840 à sa mort, Perreaux ne cessa d’inventer : un bateau sous-marin et une hélice à pas variable en 1842, dont le prototype fut testé dans la Seine, la soupape à clapets, un dynamomètre, le canon d’artillerie multicharge à longue portée, dit « canon Perreaux », la machine à diviser le millimètre en 1 500 parties, le stockage inertiel de l’énergie dans les transports, etc.

## Inventions (le plus souvent avec un brevet déposé à l'INPI)

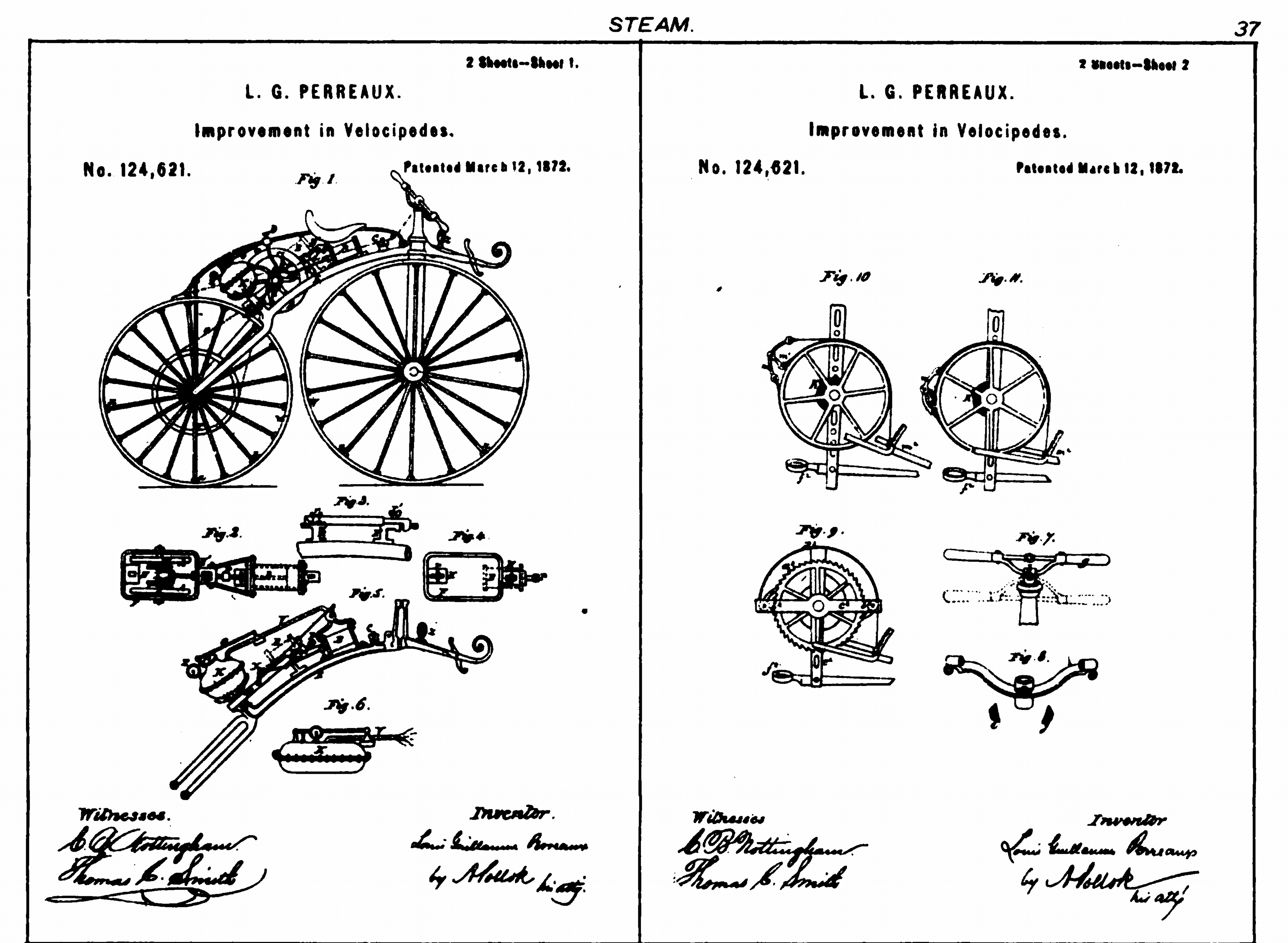
Brevet de vélo à vapeur Perreaux, 1872.

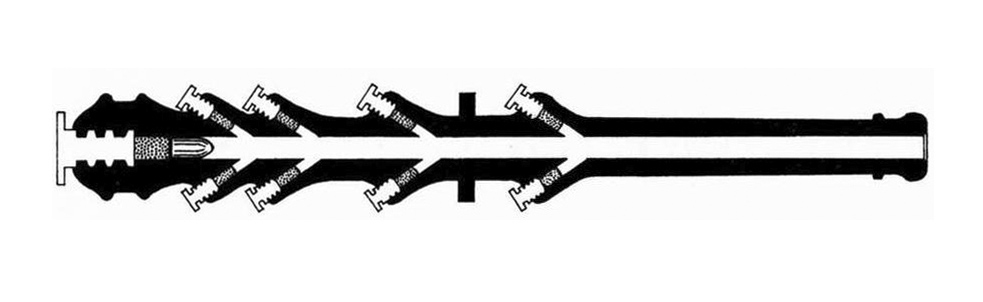
Canon multi-charge Perreaux.

- 1840 : Bateau sous-marin à air comprimé, portant une roue à hélice.
- 1841 : Premier système à fermeture à coulisses ou vannes.
- 1842 : Éolipyle à vapeur.
- 1843 : Machine à diviser la ligne droite et la ligne circulaire.
- 1846 : Machine à diviser universelle.
- 1846 : Soufflet - vapeur.
- 1848 : Sphéromètre à pieds.
- 1850 : Cathétomètre mesurant 1/200 de mm.
- 1851 : Machine dynamométrique.
- 1854 : Instrument à essayer les fils.
- 1856 : Soupapes à valvules en caoutchouc.
- 1856 : Système de pompe.
- 1862 : Horloge sablière.
- 1864 : Le « canon Perreaux »[10].
- 1867 : Expérimentateur phrosodynamique de fils.
- 1867 : Machine micrométrique automatique.
- 1867 : Système de tente militaire.
- 1868 : Pulsographe ou kinésigraphe pour mesurer la force du pouls.
- 1868 à 1873 : Vélocipède à grande vitesse et à vapeur.
- 1876 : Cadenas de sûreté.
- 1880 : Blanchiment des laines.
- 1885 : Vapeur sèche à basse pression appliquée au tricycle et vélocipède.

## Postérité
L'inventeur a prêté son nom à des rues dans les villes de Sorgues, Manosque et Almenêches.
Les Almenêchois ont rendu hommage à l'inventeur à plusieurs reprises :
- en 1996, une messe est prononcée à son intention en l'église d'Almenêches. À l'issue de celle-ci, une gerbe est déposée dans l'ancien cimetière où l'inventeur repose[4]. Cette même année, Guy Rolland organise des expositions et des conférences à la salle des fêtes d'Almenêches[4]. Des panneaux retraçant l'histoire de l'inventeur sont temporairement placés dans le centre historique de la ville d'Almenêches, ainsi qu'à l'entrée du haras du Pin ;

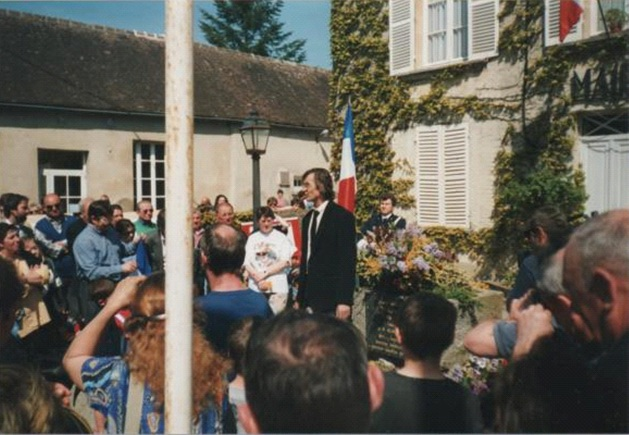
Cérémonie d'inauguration de la plaque commémorative le 10 mai 1998.

- le 10 mai 1998, le 130e anniversaire du brevet initial de 1868 est fêté. À cette occasion, Guy Rolland organise une exposition-conférence. C'est également l'occasion d'inaugurer la plaque commémorative (située face à la mairie d'Almenêches) en présence des élus et d'une délégation du Rétro Moto Club alençonnais[11],[4] ;

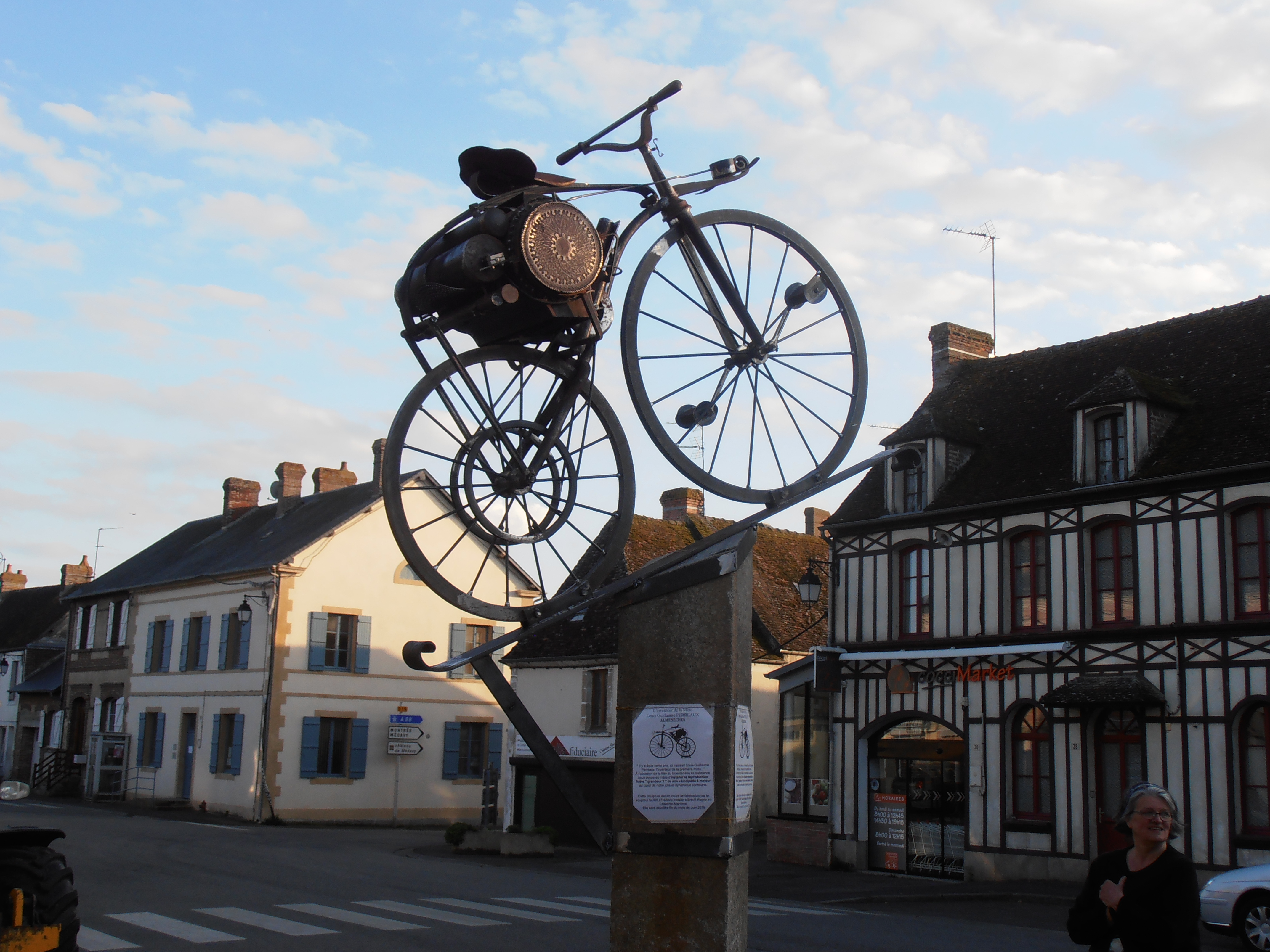
Reproduction de la première moto visible sur Almenêches.

- le 12 juin 2016, inauguration de la reproduction de ce vélocipède à moteur de Louis-Guillaume Perreaux. Kévin Labbé, restaurateur d'Almenêches, réunit des fonds grâce à de nombreux donateurs pour reproduire une sculpture de la première moto du monde. La reproduction de ce vélocipède à moteur est visible sur la commune d'Almenêches ;
- du 26 juin au 2 octobre 2016, le conseil départemental de l'Orne honore Louis-Guillaume Perreaux[12], à l'occasion du bicentenaire de sa naissance. À noter la présence du vélocipède à vapeur original, habituellement exposé au Musée de Sceaux (92)[13]. Guy Rolland[4] y assure également une conférence. En guise d'hommage, et avec le concours du Rétro Moto Club alençonnais, une balade à motos anciennes est organisée le 3 juillet 2016 au départ de son village natal, afin de rallier l'Hôtel du Département à Alençon ;
- en 2016, à l'initiative d'un restaurateur d'Almenêches et l’occasion de la fête du bicentenaire de sa naissance qui a eu lieu à Almenêches au début de l'été, est installée la reproduction à l'échelle 1 de son vélocipède à moteur à vapeur[14].

## Publications
- À ma mère, E. Thunot, Paris, 1852 (lire en ligne)
- Les lois de l'Univers principe de la création, Édouard Baltenweck éditeur, Paris, 1877, t. 1, t. 2